# Chamaetylas poliocephala
El alete pechipardo (Chamaetylas poliocephala) es una especie de ave paseriforme de la familia Muscicapidae, propia de la selva tropical africana, llegando hasta el norte de la región de los Grandes Lagos de África. Su hábitat natural son los bosques húmedos tropicales.